# 侯宗宾
侯宗宾（1929年1月—2017年11月14日），男，汉族，河北南和人。中国共产党党员及中华人民共和国政治人物，中共第十三、十四届中央委员会委员，第十四届中央纪委副书记。

## 生平
1945年10月参加中国共产党领导的革命，1946年6月加入中国共产党。1945年到1949年，历任河北省南和县村民兵队队长、中队长、一区武装干事、区委委员。1949年随军南下，到湖南省工作。1949年到1952年，历任中共慈利县区委委员、副区长、区长、区委书记。1952年到1953年，任中共慈利县委副书记。1953年到1965年，任湖南湘潭电机厂工会副主席、主席、党委副书记。其间，1956年到1957年在中共中央第五中级党校学习，1963年到1964年在中国人民解放军政治学院学习。
1965年，侯宗宾调到甘肃省任职。1965年到1966年，任甘肃兰州综合电机厂党委书记兼厂长。1966年到1969年，在“文化大革命”中受到冲击，下放劳动。1969年到1975年，任兰州综合电机厂革委会副主任、党委副书记、书记。1975年到1978年，任甘肃省机械工业局副局长、甘肃省燃料化工局副局长、兰州石油化工机器厂党委代书记。1978年到1983年，任甘肃省经济委员会副主任。1983年到1986年，任中共甘肃省委常委、甘肃省人民政府副省长（1983年5月任，1986年5月辞）。1986年到1987年8月，任中共甘肃省委副书记。
1987年8月到1990年3月，侯宗宾任中共陕西省委副书记、陕西省人民政府代省长、省长。1990年3月到1992年11月，任中共河南省委书记。1992年10月到1997年9月，任中共中央纪律检查委员会常委、副书记（协助主持日常工作）。1998年3月当选为第九届全国人民代表大会内务司法委员会主任委员。他是中共第十三届、十四届中央委员，中共十四大当选为中央纪律检查委员会委员、常委、副书记。2003年12月离休，享受正部长级待遇。
2003年离休后，侯宗宾学习书法，曾多次向欧阳中石等书法家请教，常参加书法展览等活动。2007年1月、5月分别在深圳关山月美术馆、中央纪委活动中心举行个人书法摄影展。2017年8月3日，中央纪委官网刊发《中央纪委原副书记侯宗宾：“共产党没有任何私利，就是全心全意为人民服务”》一文，在采访中侯宗宾说：“反腐败斗争一定要进一步深入下去，这样才能最终赢得压倒性胜利”，“相信党和国家会越来越好”。
2017年11月14日，侯宗宾在北京病逝，享年88岁。